# قرار مجلس الأمن التابع للأمم المتحدة رقم 48
قرار مجلس الأمن التابع للأمم المتحدة رقم 48، الذي اعتمد في 23 أبريل 1948، ودعا جميع الأطراف المعنية إلى الامتثال لقرار المجلس رقم 46 وتحقيقا لهذه الغاية، أنشأ لجنة الهدنة لفلسطين لمساعدة مجلس الأمن في تنفيذ الهدنة.
تمت الموافقة على القرار بأغلبية ثمانية أصوات، مع امتناع ثلاثة عن التصويت من كولومبيا، جمهورية أوكرانيا الاشتراكية السوفيتية والاتحاد السوفياتي .